# 铜塘湾街道
铜塘湾街道，中华人民共和国湖南省株洲市石峰区下属的一个街道。

## 建制沿革
- 2005年，石峰区区划调整，析响石岭街道、清水塘街道置铜塘湾街道。

## 行政区划
铜塘湾街道下辖8个社区、5个村委会：
- 铜塘湾社区、清霞社区、映峰社区、丁山社区、清水塘社区、湘河社区、杨梅塘社区、竹山社区
- 清水村、建设村、新桥村、霞湾村、长石村